# Горна-Оряховица (община)
Горна-Оряховица (болг. Община Горна Оряховица) — община в Болгарии. Входит в состав Великотырновской области. Население составляет 55 735 человек (на 15 марта 2008 года).
Административный центр общины в городе Горна-Оряховица. Кмет (мэр) общины Горна-Оряховица — Йордан Стефанов Михтиев (Граждане за европейское развитие Болгарии (ГЕРБ)) по результатам выборов 2007 года.

## Состав общины
В состав общины входят следующие населённые пункты:
1. село Вырбица
2. город Горна-Оряховица
3. село Горски-Горен-Трымбеш
4. село Горски-Долен-Трымбеш
5. город Долна-Оряховица
6. село Драганово
7. село Крушето
8. село Паисий
9. село Писарево
10. село Поликраиште
11. село Правда
12. село Первомайци
13. село Стрелец
14. село Янтра

1. ↑  НСИ Националният регистър на населените места (болг.)